# Netherlands Institute for Advanced Study

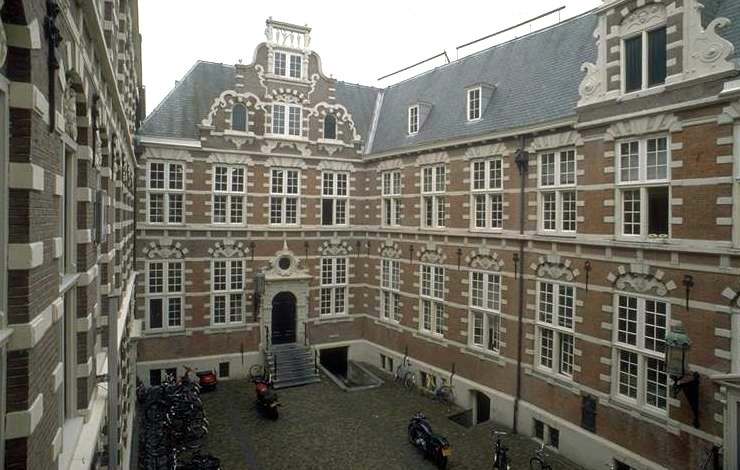
Oost-Indisch Huis (Amsterdam)

Das Netherlands Institute for Advanced Study in the Humanities and Social Sciences (NIAS) in Amsterdam in den Niederlanden ist ein unabhängiges Forschungsinstitut für geistes- und sozialwissenschaftliche Forschung.

## Geschichte
Das NIAS wurde 1970 nach dem Vorbild des Princetoner Institute for Advanced Study errichtet und wird seit 1988 unter der Leitung der Königlichen Niederländischen Akademie der Wissenschaften (KNAW) betrieben. Nach den Instituten in Princeton und Stanford war das NIAS das weltweit dritte Institut dieser Art und das erste in Europa.
Der erste Sitz des NIAS war auf dem Gelände der Del Court van Krimpen Villa in Wassenaar bei Den Haag. 2013 beschloss das KNAW dem Umzug des NIAS nach Amsterdam. Seit September 2016 ist der neue Sitz des NIAS in der Altstadt Amsterdams.

## Fellows
Vor allem Wissenschaftler, aber auch Journalisten, Schriftsteller und Künstler können sich auf ein Fellowship beim NIAS bewerben, eine Auswahlkommission vergibt jedes Jahr unter den Bewerbungen etwa fünfzig Stipendien aus. Die Fellowships dauern entweder drei, fünf oder zehn Monate an. In der Regel stammt die Hälfte der Fellows von Universitäten und Forschungseinrichtungen aus den Niederlanden, die andere Hälfte aus dem Ausland. Das NIAS vergibt zudem auch themenbasierte Stipendien, bei denen mehrere Fellows zusammen bis zu fünf Monate lang an einer gemeinsamen Themenstellung arbeiten.

## Direktoren
- H.A.j.F. Misset (von 1970 bis 1986)
- D.J. van de Kaa (von 1987 bis 1995)
- H.L. (Henk) Wesseling (von 1995 bis 2002)
- W.P. (Wim) Blockmans (von 2002 bis 2010)
- A.C.J. (Aafke) Hulk (von 2010 bis 2013)
- P.M.G. (Paul) Emmelkamp (von 2013 bis 2016)
- Th. (Theo) Mulder (2017)
- Jan Willem Duyvendak (seit 2018)